# Kościół Najświętszej Maryi Panny Wniebowziętej w Obornikach
Kościół Najświętszej Maryi Panny Wniebowziętej w Obornikach – najstarszy kościół w Obornikach. Należy do dekanatu obornickiego. Mieści się przy ulicy Kościelnej.

## Historia
Świątynia została wybudowana w XV–XVI wieku w stylu gotyckim z cegły. Pod koniec XVI stulecia została dobudowana od strony północnej nawa boczna, połączoną z nawą główną jednym dachem, a od wewnątrz okrągłołukowymi arkadami filarowymi. W 1655, 1757 oraz 1814 roku, kościół uległ pożarom. W wyniku tych zniszczeń powstała niska, kwadratowa wieża, pokryta dachem namiotowym i jej wnętrze jest pokryte stropem na miejscu dawnego sklepienia (od 1815 roku). W drugiej połowie XVIII stulecia została dobudowana od strony południowej kaplica Matki Bożej Różańcowej, łącząca się z nawą główną, ostrołukową arkadą, natomiast w 1926 roku została dobudowana zakrystia i kruchta boczna.

## Wyposażenie
Ostrołukowe gotyckie portale z cegły profilowanej, częściowo wymienionej, gotyckie pochodzą z przełomu XV i XVI stulecia. W kruchcie, pod wieżą, mieści się żelazna, kuta krata z XVIII stulecia. Ołtarz główny murowany, wykonany w stylu późnobarokowym pochodzi z drugiej połowy XVIII stulecia. W nim mieści się obraz ukazujący Wniebowzięcie Najświętszej Maryi Panny z XVIII/XIX stulecia, przemalowany w 1926 roku. Z lewej i prawej strony ołtarza głównego mieszczą się figury aniołów podtrzymujące świeczniki. Przy wejściu do kaplicy Matki Bożej Różańcowej, mieści się figura św. Antoniego Padewskiego z XVII stulecia. Z kolei w samej kaplicy w ołtarzu mieści się obraz – płaskorzeźba Matki Bożej Różańcowej w otoczeniu piętnastu malowanych scen z tajemnicami Różańca Świętego z II połowy XVII stulecia.